# Karl Wachter (Theologe)
Karl Wachter (* 16. Januar 1764 in Sigmaringen; † 9. Dezember 1822) war katholischer Pfarrer in Wiblingen (Württemberg) und Professor für Kirchenrecht an den Hochschulen Konstanz und Ellwangen.
Wachter legte 1781 in Salmannsweiler die feierliche Profess ab und erhielt 1788 die Priesterweihe. Schon vorher lehrte er Französisch und Italienisch im Salmannsweiler Gymnasium. 1795 wurde er päpstlicher Notarius, 1804 Professor für Pastoraltheologie am früheren Jesuitenkolleg, dem Lyzeum Konstanz und 1809 Schulinspektor. 1812 wechselte er als Professor für Kirchenrecht und Kirchengeschichte an die vom jungen Württemberg neugegründete Katholische Landesuniversität Ellwangen, wo auch der spätere Tübinger Dogmatiker Johann Sebastian von Drey (1777–1853) lehrte und man Wachter schon im Folgejahr zum Rektor wählte.
Weitere Ellwanger Theologie-Professoren waren Johann Nepomuk Bestlin (1768–1831), Peter Alois Gratz (1769–1849) und Cölestin Spegele (1761–1831). Alle waren erst zuvor von der kath.-theologischen Fakultät in Freiburg promoviert worden, da das neu geeinte Königtum auf rasche Errichtung der Hochschule drängte.
Als eine Schrift von J. S. Drey über die Beichte ins Zwielicht geriet, wurde auch eine Publikation Wachters dem römischen Theologen Maurizio Benedetto Olivieri (1769–1845) zur Begutachtung vorgelegt. Er kam zum Schluss, dass u. a. Aussagen zum Eherecht zu zensurieren seien. Der Ellwanger Generalvikar Franz Karl von Hohenlohe stellte sich aber auf Wachters Seite, und die Verfahren gegen beide Theologen wurden eingestellt.
Im Jahr 1817 bat Wachter um seine Entlassung – Ellwangen sollte zur Eberhard Karls Universität Tübingen verlagert werden – und ging wieder an seine frühere Pfarre Sullmingen.